# Isogitter

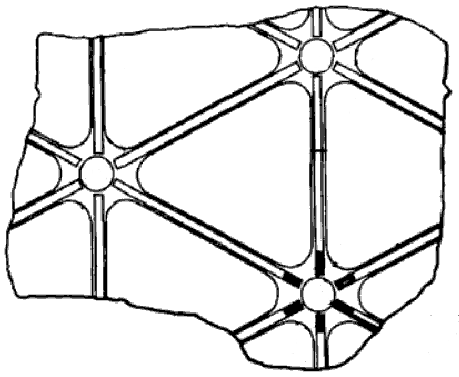
Draufsicht eines Isogitters

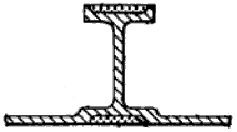
Querschnitt durch ein Isogitter. Das Versteifungselement besitzt in diesem Fall die Form eines Doppel-T-Trägers.

Bei einem Isogitter (abk. für Isotropisches Gitter) handelt es sich um eine ausgehöhlte Struktur, gewöhnlich bestehend aus einer soliden Metall- oder Verbundmaterialplatte mit in gleichseitigen Dreiecken angeordneten Versteifungselementen.
Die Struktur zeichnet sich durch extrem niedriges Gewicht, hohe Festigkeit und Steifigkeit aus, ist aber wegen des damit verbundenen Arbeitsaufwands und extrem hoher Herstellungskosten Anwendungen in der Luft- und Raumfahrtindustrie vorbehalten, wo Isogitter-Paneele z. B. die Hülle von Passagierkabinen oder Treibstofftanks bilden.
Isogitter-Materialien werden generell entweder durch Fräsen oder seltener, unter anderem bei sehr dünnen Platten, durch Ätzen hergestellt.
Weitere mit dem Isogitter verwandten Strukturen sind:
- Das nicht isotrope Orthogitter (auch Waffelgitter genannt), in welchem die Versteifungselemente nicht in Dreiecken, sondern in Rechtecken angeordnet sind. Ein Orthogitter besitzt eine niedrigere Festigkeit verglichen mit einem Isogitter, ist jedoch auch signifikant leichter herzustellen.

Beispiele der Verwendung von Isogittern
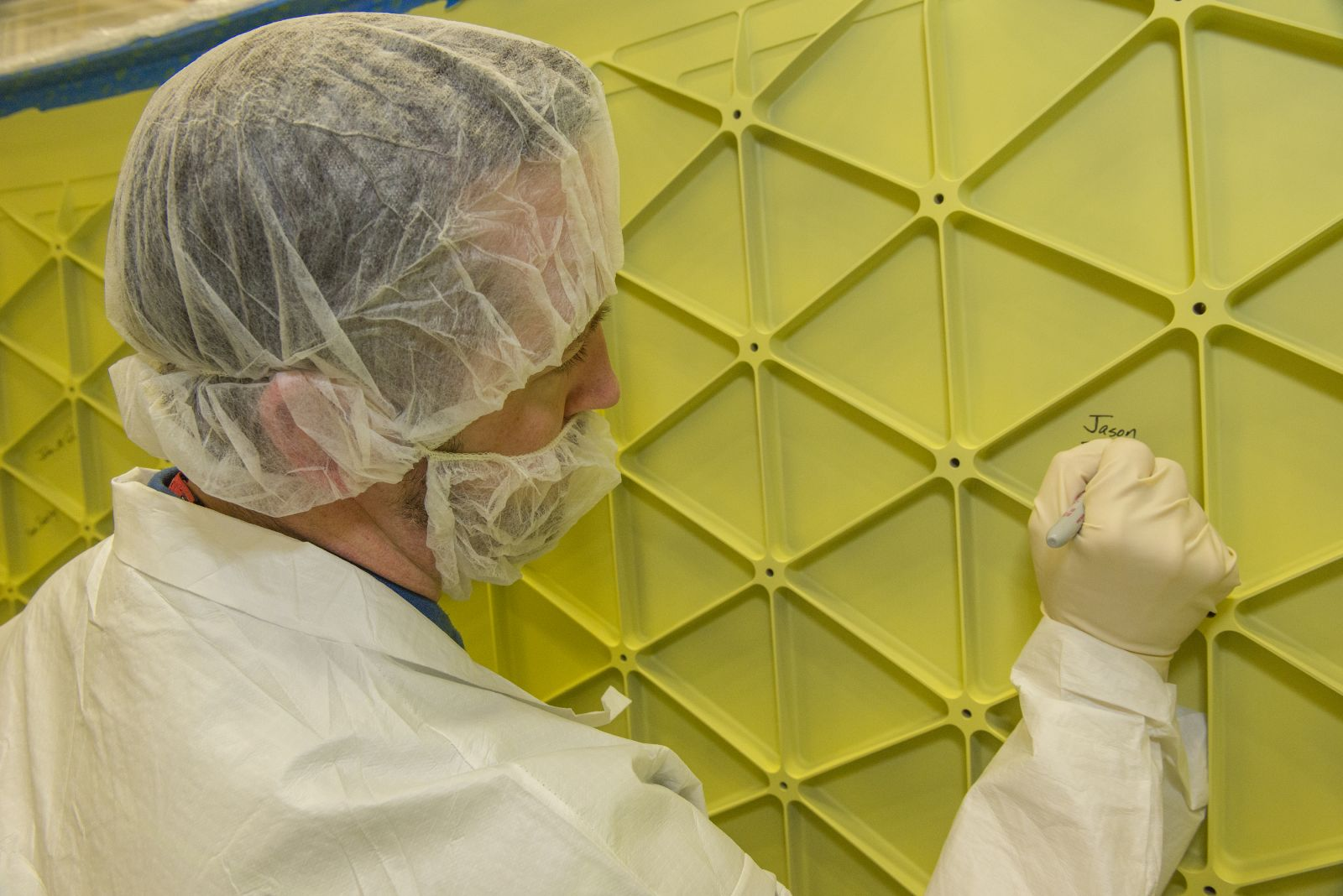
Isogitter-Adapter zwischen dem Orion-Raumschiff und der Raketenoberstufe einer Delta IV
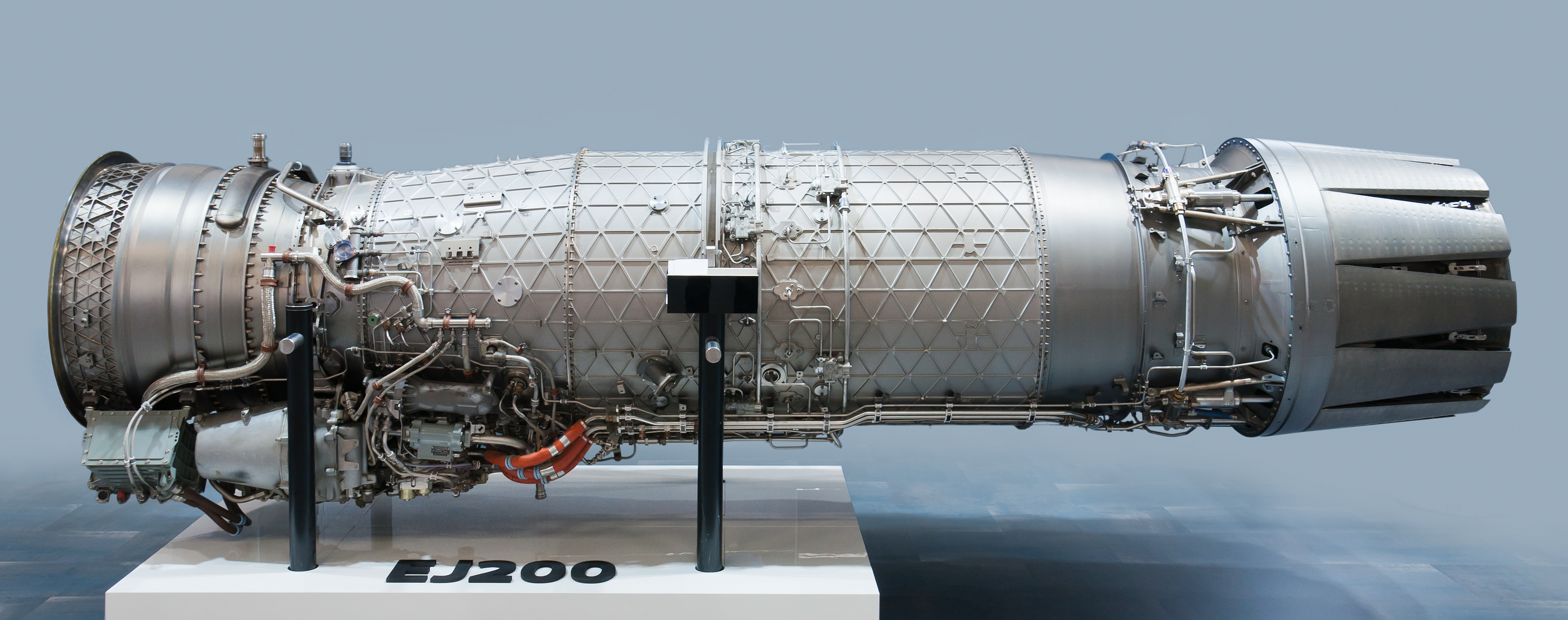
Ein Eurojet EJ200-Turbofantriebwerk mit einem Isogitter als Außenverkleidung
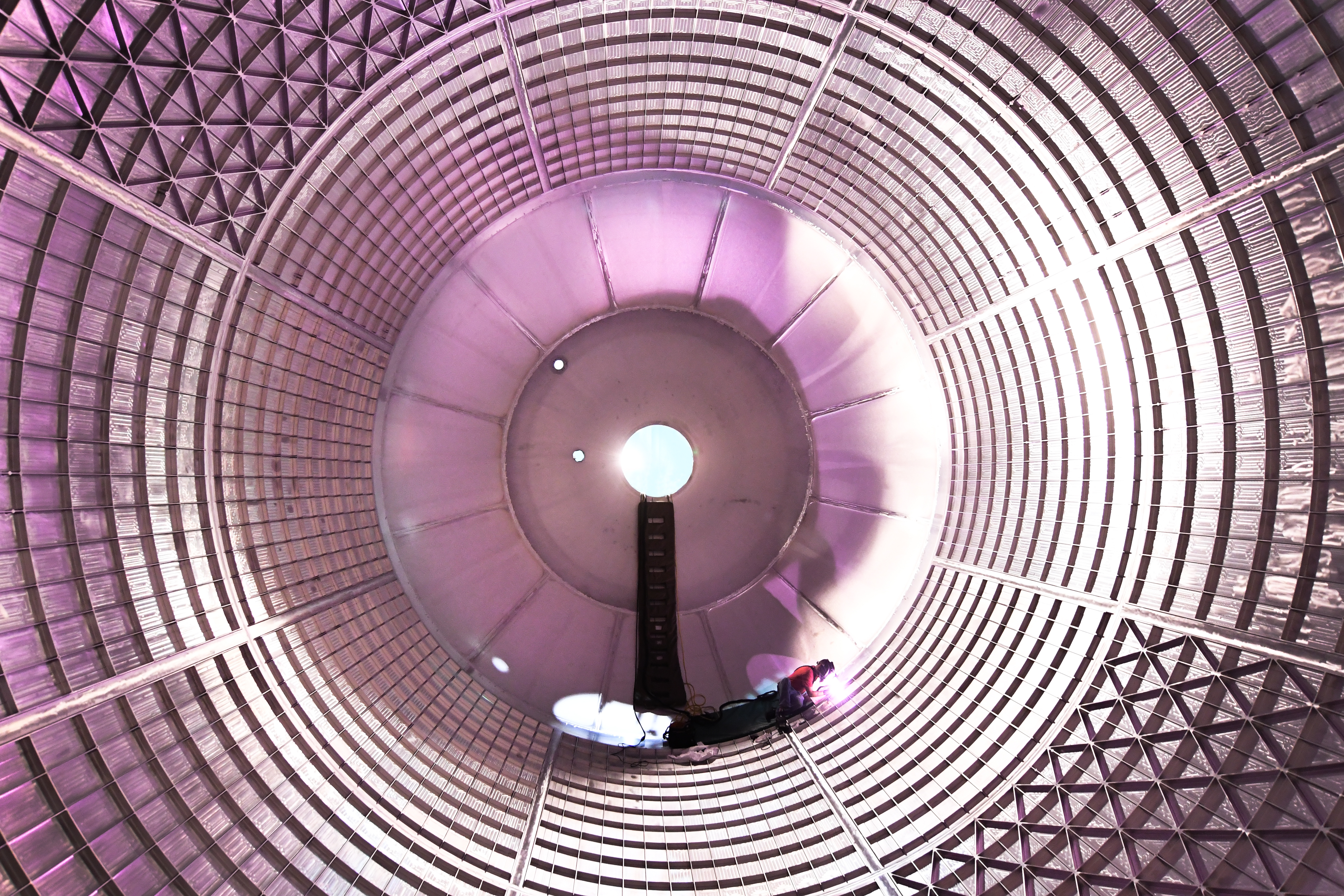
Die SLS-Kernstufe besteht aus miteinander verschweißten Isogittern und Orthogittern.